# Joseph Gerhard Zuccarini
Joseph Gerhard Zuccarini (ur. 10 sierpnia 1797 w Monachium, zm. 18 lutego 1848 tamże) — niemiecki botanik.
Profesor uniwersytetu w Monachium, zajmował się systematyką roślin naczyniowych.
- Publikacje
  - Monographie der amerikanischen Oxalis-Arten (1825)
  - Charakteristik der deutschen Holzgewächse in blattlosem Zustand. (1831)
  - Leichtfasslicher Unterricht in der Pflanzenkunde für den Bürger und Landmann und zum Gebrauche in Gewerbschulen (1834)
  - Naturgeschichte des Pflanzenreichs (1842)
  - Flora japonica, sive plantae quas in imperio japonico (Zuccarini & Siebold 1835).

Zucc. to symbol Zuccarini, umieszczany przy łacińskich nazwach gatunków botanicznych, które sklasyfikował.